# 明節皇后
明節皇后（1088年—1121年）劉氏，北宋宋徽宗宠妃，追赠皇后。

## 生平
刘氏出身酒家，父亲刘彦清为酒保，但劉氏卻长得光豔风流，入宫後，充當昭怀皇后的侍女。昭怀皇后去世後，她出宫，但后又由內侍楊戩引薦入宮，封为安妃。因为刘安妃与刘贵妃为同姓，便被刘贵妃收为养女。
劉妃花容月貌，天資聰穎，善于逢迎，善解人意，且心靈手巧，极善化妝，每造一件新衣，款式新颖，装扮起来胜似天仙，连京城内外也競相仿效，劉氏因姿色明豔，聰穎機靈，而深得宋徽宗喜愛，对刘氏大加宠爱，与她形影不离，初封為才人，後晉封淑妃，稱安妃。劉妃生下三子一女，即建安郡王趙柍、嘉國公趙椅、英國公趙楒和和福帝姬。当时的道士林灵素奉承宋徽宗，宣称她是仙女“九华玉真安妃”下凡。刘安妃在做昭怀皇后婢女时，曾因事被囚禁在宦官何訢家，何訢没有礼待她，她富贵之后，将何訢党羽全部陷害杀死。宣和三年（1121年）安妃一病不起，薨逝，享年三十四歲，追封為皇后，諡曰明節。
徽宗對其死大感悲慟，其時宮人皆泣悼之，崔妃卻面無戚容，徽宗又悲痛又氣憤，其後借故將之貶為庶人。徽宗對安妃念念不忘，第二年賞燈時節，他回想起和安妃出行的情景，不禁悲從中來，寫下了《醉落魄·預賞景龍門追悼明節皇后》一詞：
|  | 無言哽咽，看燈記得年時節。行行指月行行說，願月常圓，休要暫時缺。今年華市燈羅列，好燈爭奈人心別。人前不敢分明說。不忍抬頭，羞見陽時月。 |

## 延伸阅读
[在维基数据编辑]
 《宋史·卷243》，出自脱脱《宋史》